# Abella de la Conca
Abella de la Conca est une commune de la province de Lérida, en Catalogne, en Espagne, de la comarque de Pallars Jussà

## Géographie
Commune située dans une région montagneuse située au cœur des Pyrénées. Le Rialb y prend sa source.

## Lieux et monuments
- Col de Bóixols, à l'est de la commune, emprunté par le tour d'Espagne en 1977, 1985, 2010 et 2015.